# Арбулаг
Арбулаг (монг.: Арбулаг) — сомон аймаку Хувсгел, Монголія. Площа 3,7 тис. км², населення 3,1 тис. чол. Центр сомону селище Мандал лежить за 731 км від Улан-Батора, за 71 км від міста Мурен. Багатонаціональний склад (халхи, Хотогойти)

## Клімат
Клімат різко континентальний.

## Природа
Багатий тваринний світ та велика кількість птахів.

## Корисні копалини
Сомон багатий на вугілля, срібло, мідь, залізні руди.

## Соціальна сфера
Школа, лікарня, культурний і торговельно-обслуговуючий центри.